# 飯田豊二

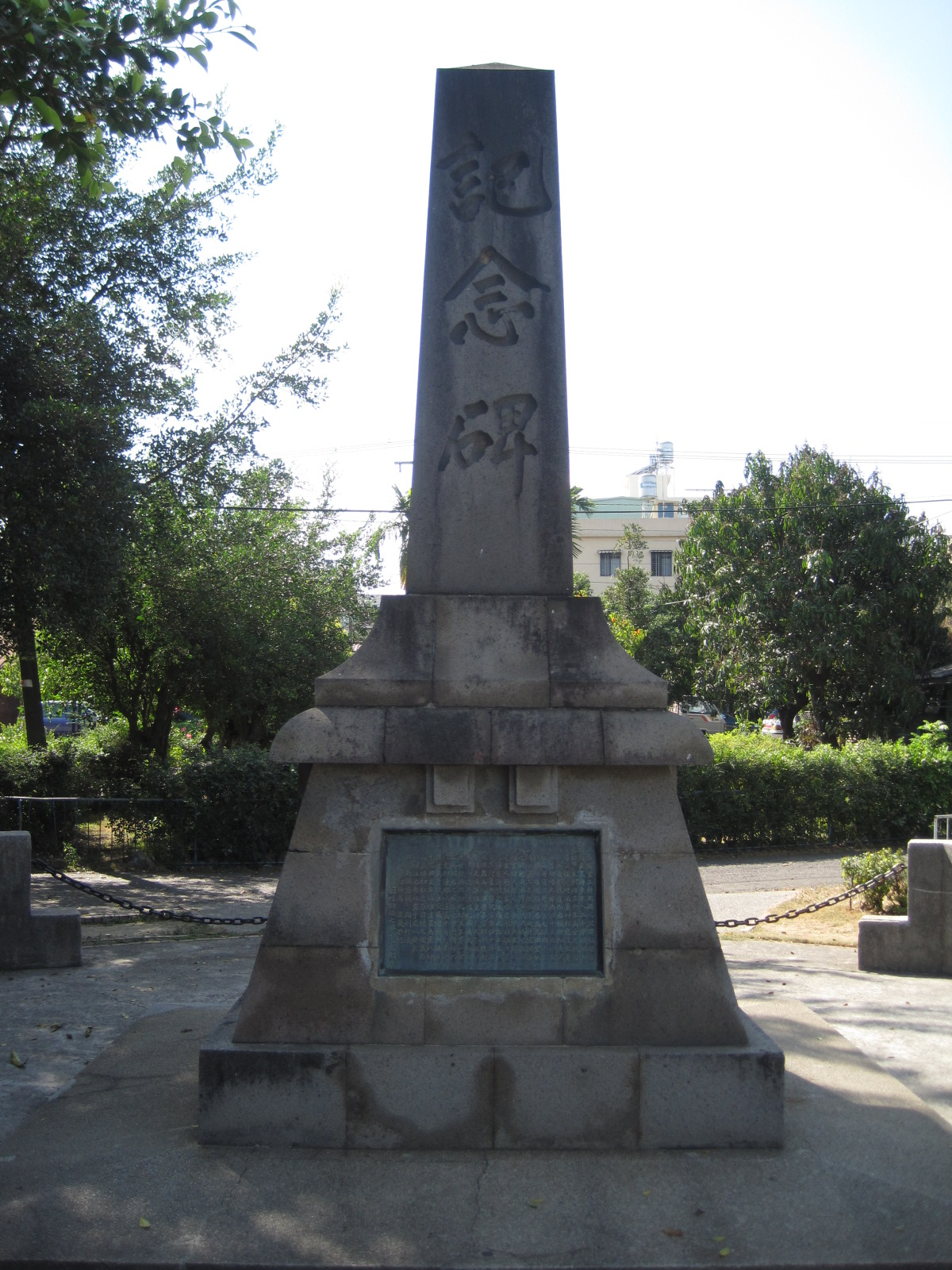
九曲堂駅横の飯田豊二記念碑

飯田 豊二（いいだ とよじ、1874年（明治7年） - 1913年（大正2年）6月10日）は静岡県出身の鉄道技術者。日本統治時代の台湾総督府鉄道部所属の技師（1897年 - 1913年）。

## 経歴
静岡県沼津市で父飯田弘と吉田姓の母の間に生まれる。東京工手学校（現在の工学院大学）に進学し、土木工学を修めた。
- 1896年（明治29年）鉄道局名古屋鉄道局出張所技手。[3]
- 1897年（明治30年）5月、台湾総督府民政局通信課雇となる[4]。
- 1897年9月 台湾鉄道会社による鉄道建設のため民政局を退職し、会社に移る。[5]
- 1898年（明治31年）3月 台湾鉄道会社の計画が頓挫したため、台湾総督府民政局通信課雇として復帰する[6]。
- 1899年（明治32年）
  - 5月 臨時台湾鉄道敷設部技手となる[7]、技師長の長谷川謹介に命じられ阿里山の森林資源の搬出について調査する[8]。
  - 6月 臨時台湾鉄道敷設部打狗出張所が設置され[9]、打狗出張所に所属し、台湾南部の鉄道工事を担当する。
- 1907年（明治40年）10月 打狗・九曲堂間の工事が完了し営業開始する。[10]
- 1910年（明治43年）10月 技師に昇任。[11]
- 1911年（明治44年） 総督府が推進する鳳山庁（現在の高雄市鳳山区）から阿緱庁（現在の屏東市）に至る鉄道路線阿緱線（現在の屏東線）の建設事業で打狗出張所九曲堂派出所の主任[2][12]。として、当路線で最高難度といわれた[1][2]下淡水渓鉄橋（現在の高屏橋）の架橋工事に携わる。工事期間中、何度も豪雨や増水に見舞われ、飯田は疲労の蓄積から病に倒れる。
- 1913年（大正2年）
  - 6月10日、台南医院で死去する[13][12]。死後小山三郎によって遺墨が作られ、資金があつめられて九曲堂駅横に記念碑が建立された[2]。
  - 12月20日 下淡水溪鉄橋竣工し、九曲堂～阿緱間が営業を開始する。[14][15]

## 栄典
叙位
- 従七位 1910年（明治43年）12月20日[16]
- 正七位 1913年（大正2年）5月30日[17]

## 親族
- 成島柳北（義父、妻は柳北の七女）[2]
- 森繁久彌（妻の従甥、森繁の祖父の弟が成島）
- 飯田耕一郎（兄）鉄道技術者。[18]。私立鉄道学校（現在の岩倉高等学校）卒業後、新橋駅 - 御殿場駅間の東海道本線建設に従事し、1905年（明治38年）満州に渡航。1907年（明治40年）南満州鉄道設立時に技師として従事。著書に「満蒙の旅嚢」[19]がある。

## その他
- 下淡水渓鉄橋が遊歩道（天空歩道）として再整備された際に子孫が記念式典に招かれ、記念煉瓦を進呈された[20][21]